# Арка Друза

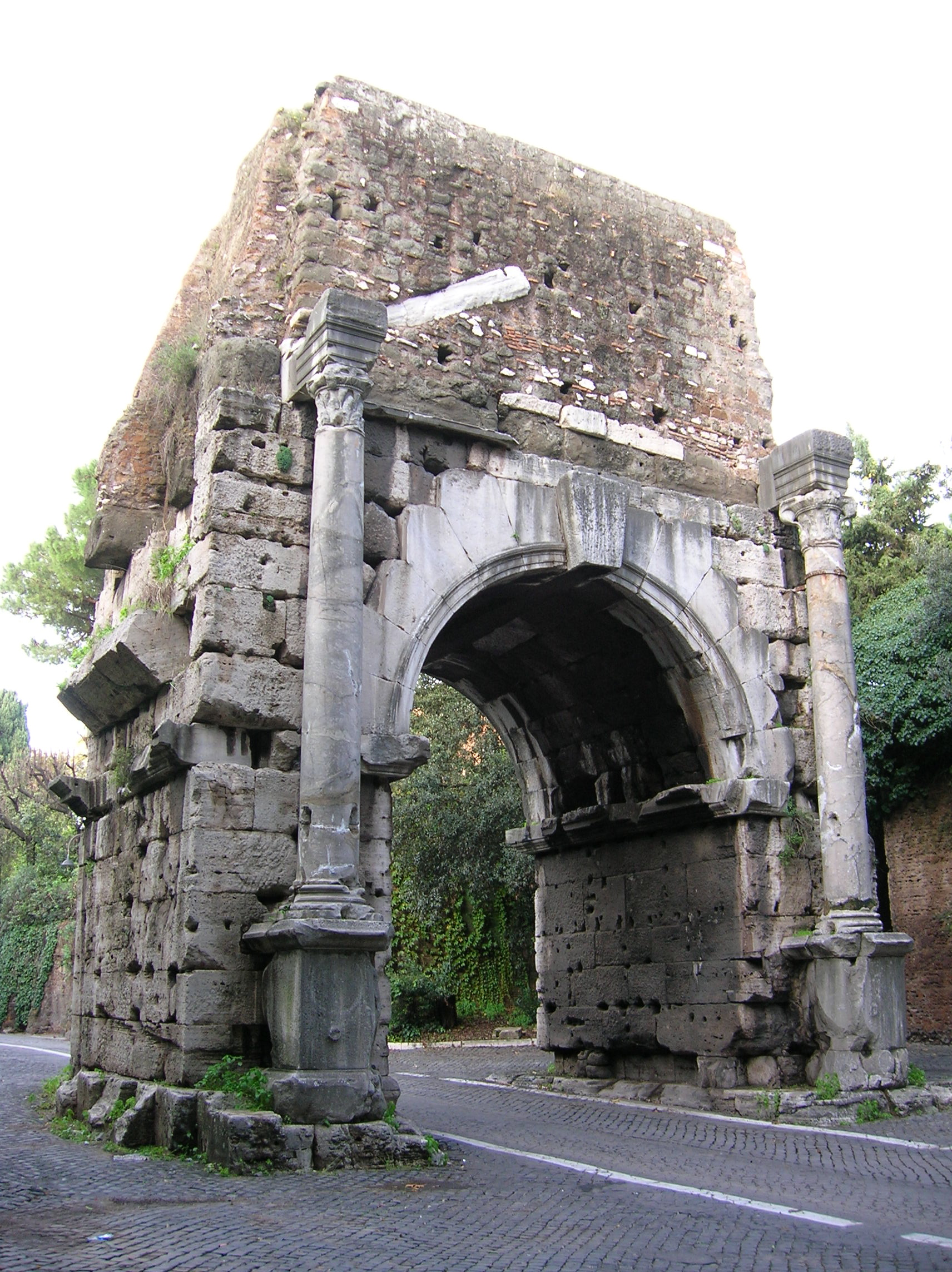
Арка Друза

Арка Друза (итал. Arco di Druso) — античная арка в Риме на Аппиевой дороге, рядом с воротами Святого Себастьяна. 
В XVI–XIX вв. отождествлялась с упоминаемой Светонием триумфальной аркой, возведённой на Аппиевой дороге в 9 г. до н.э. в честь Друза Старшего, приёмного сына Августа. Отсюда название. На этом основании арка считалась древнейшей сохранившейся триумфальной аркой Рима. 
В настоящее время эта версия считается ошибочной: во-первых, арка находится значительно южнее квартала Vicus Drusianus, где, предположительно, стояла арка Друза, а во-вторых, по конструкции арка датируется более поздним временем. 
Известно, что арка поддерживала ответвление акведука Aqua Marcia, построенное около 216 г. н.э. Каракаллой для водоснабжения его терм. Предполагается, что арка и была построена как пролёт акведука, а украшениями обязана расположению близ парадного въезда в город. Но не исключается, что арка была построена до акведука и лишь позднее была использована как опора при его строительстве.

## Описание
Арка сооружена из травертина, имеет 7,21 м в высоту, 5,34 м в ширину и 5,61 м в глубину. 
Ранее арка была тройной, или, по крайней мере, имела продолжение с обеих сторон. До наших дней сохранился только центральный пролёт. От украшений сохранились лишь две мраморные колонны (на внешней стороне) и часть тимпана (на обращённой к городу стороне).
Кирпичная кладка в верхней части арки относится не к эпохе сооружения акведука, а к более позднему времени.